# Gustavo Rol
Gustavo Adolfo Rol (n. 20 iunie 1903, Torino, Italia – d. 22 septembrie 1994, Torino, Italia) a fost un  gânditor și pictor italian. Admiratorii săi îl consideră un mare maestru spiritual și au mărturisit despre fapte miraculoase pe care se presupune că le-ar fi realizat.
Demonstrațiile sale, care au avut loc în prezența invitaților selectați de el, au fost interpretate de admiratorii săi ca fenomene paranormale autentice, dar de alții, precum magicianul Silvan și jurnalistul științific Piero Angela, ca iluzii produse cu tehnici de prestidigitație și în special a mentalismului. În timpul vieții sale nu a fost efectuată nicio verificare sub control științific din cauza opoziției lui Rol însuși, care a susținut că „minunile” sale nu sunt fenomene repetabile sau executabile la comandă.

## Biografie
Rol s-a născut la Torino, Italia și a absolvit dreptul la Universitatea din Torino, Facultatea de Drept în 1933. De asemenea, a studiat la Londra și Paris și a început o carieră bancară care l-a dus în alte mari orașe europene. În timp ce se afla la Marsilia în perioada 1925-1926, a întâlnit o persoană care i-a arătat câteva trucuri cu cărți, lucru care i-a declanșat un interes pentru fenomenele magice și paranormale. A urmat studii spirituale mai profunde și a avut o experiență la Paris despre care a scris în jurnalul său: „Am descoperit o lege extraordinară care leagă culoarea verde, cvinta perfectă și căldura. Mi-am pierdut voința de a trăi. Sunt speriat de putere. Nu mai scriu!" Ca urmare a acestei crize, s-a retras repede la o mănăstire.
La întoarcerea sa în Italia, în anii 1930, a devenit cunoscut în cercurile aristocratice și politice. Rol s-a angajat în diferite demonstrații ale presupuselor sale puteri mistice, inclusiv telepatia, clarviziunea și alte fapte psihice sau magice. De asemenea, a devenit prieten, printre alții, cu regizorii Federico Fellini și Franco Zeffirelli și cu scriitorul Dino Buzzati. În ultima parte a vieții sale și după moartea sa, Rol a fost un punct focal de dezbatere în Italia între sceptici și susținătorii parapsihologiei. Presupusele sale puteri mistice nu au fost niciodată demonstrate și a refuzat în repetate rânduri să fie controlat de vreun iluzionist.
Poziția lui socială și faima de mag i-au conferit imunitate față de cerințele regimului totalitar.